# Saul Tigh
Le colonel Saul Tigh est un personnage fictif de la série télévisée Battlestar Galactica, interprété par l'acteur Michael Hogan. Dans les premiers scripts, il s'appelait Paul Tigh.

## Histoire
Saul Tigh est colonel, et le meilleur ami de William Adama depuis de nombreuses années. Comme son père avant lui, il intégra la Flotte Coloniale et devint pilote de Viper. Homme d'une compétence honorable mais pas exceptionnelle, il ne monta pas aussi vite en grade qu'Adama père, et devint son second aux commandes du Galactica. Il se découvre cylon à la fin de la troisième saison.
Il rata son mariage, sa femme Ellen étant infidèle et l'ayant finalement quittée. Cependant, elle survécut à l'attaque des Cylons et se réconcilia avec lui. 
Lorsque le commandant Adama fut grièvement blessé par Sharon Valerii, il dut prendre le commandement de la Flotte, la Présidente Laura Roslin ayant été précédemment destituée. Son court commandement fut une catastrophe, de l'aveu même de Tigh. Autoritaire et peu diplomate, il étendit son impopularité du Galactica à toute la flotte et fit l'unanimité contre lui. Il dut déclarer la loi martiale, une mutinerie sur le vaisseau Gideon se termina en bain de sang, Laura Roslin s'échappa du Galactica et finalement la Flotte se sépara. Il ne se fit pas prier pour rendre le commandement à Adama dès que celui-ci fut rétabli, conscient des dégâts qu'il venait de commettre. 
Lors de l'installation de la Flotte sur New Caprica, il partit à la retraite et se réconcilia avec Kara Thrace. Avec Galen Tyrol, il est à la tête de la résistance humaine lors de la prise de la planète par les Cylons. C'est à cette occasion qu'il fut capturé par les cylons puis torturé et qu'il perdit son œil droit.
De retour dans la flotte après le sauvetage de Nouvelle Caprica par le Galactica et le Pegasus, il reprend alors sa place d'officier exécutif du Galactica. Profondément marqué par l'occupation cylon de Nouvelle Caprica il n'hésite pas à participer au "Cercle", sorte de tribunal d'exception constitué par le président Tom Zarek pour retrouver et condamner les collaborateurs humains ayant travaillé avec les cylons durant l'occupation. 
Faisant partie des cinq derniers modèles cylon révélés, il continue d'être fidèle à William Adama et ne quitte pas ses fonctions comme le fait Galen Tyrol par exemple qui rejoint les rebelles cylons. De fait, il demeure officier colonial et second du Galactica malgré une période de suspension. À l'occasion de la réunion des Cinq Derniers, il retrouve Ellen qui s'était téléchargée lors de sa mort sur Nouvelle Caprica. Dès lors, ils se remettent ensemble.
Lors de la dispersion des Coloniaux sur Terre, Ellen et Saul demeurent ensemble et seuls.

## Caractère
Tout au long de la série Tigh se révèle être un Homme dur, susceptible, peu aimable et borné, il est peu aimé de ses hommes, ce qui contraste avec l'admiration que suscite Adama. Il n'y a cependant aucune jalousie entre eux. Par ailleurs, il est raillé pour son alcoolisme qu'il traîne depuis des années. Il est particulièrement détesté par Kara Thrace, qui le traite de poivrot et même de bâtard. En dépit de ces défauts et de son incompétence au commandement, il se révèle être un excellent second, réagissant vite face à des situations graves, il est capable de faire des choix difficiles comme sacrifier beaucoup d'hommes ou des êtres chers (notamment lors de l'attaque initiale des Cylons où il n'hésite pas à sacrifier plusieurs dizaines d'hommes sauvant ainsi tout le Battlestar), lors de la résistance sur New Caprica il fait preuve d'une grande force en surmontant la perte d'un œil, il mènera une résistance efficace contre les Cylons et acceptera péniblement de donner la mort à sa femme Ellen après sa trahison.